# Bellevaux (Alta Saboia)
Bellevaux é uma comuna francesa na região administrativa de Auvérnia-Ródano-Alpes, no departamento de Alta Saboia. Estende-se por uma área de 48,97 km². Em 2010 a comuna tinha 1 326 habitantes (densidade: 27,1 hab./km²).